# Forfaiting
No financiamento comercial, forfaiting é um serviço que fornece suporte financeiro de médio prazo para exportação/importação de bens de capital. O terceiro que fornece o suporte é denominado forfaiter. O forfaiter fornece financiamento de médio prazo para o importador e geralmente também assumirá certos riscos do importador; e assume todos os riscos do exportador, em troca de uma margem. O pagamento pode ser por instrumento negociável, permitindo que o forfaiter dispense alguns riscos. Como o factoring, o forfaiting envolve a venda de ativos financeiros dos recebíveis do vendedor. As principais diferenças são que o forfait oferece suporte ao comprador (importador) e ao vendedor (exportador) e está disponível apenas para transações de exportação/importação e em relação a bens de capital. A palavra forfaiting é derivada da palavra francesa forfait, que significa abrir mão do direito (neste caso, o direito do exportador de receber o pagamento do cliente — o importador).

## Associações profissionais
A associação de forfaiting mais antiga do mundo é a VEFI, a Associação de Forfaiters na Suíça (em alemão:  Vereinigung von forfaitierenden Instituten in der Schweiz), fundada em 1978. A International Trade & Forfaiting Association (ITFA) foi fundada em 1999 como uma associação comercial mundial para a indústria de forfaiting com uma contribuição em dinheiro da VEFI. Sua finalidade é desenvolver relacionamentos comerciais e auxiliar outras organizações relacionadas a forfaiting.